# Alba Iulia
Alba Iulia (stariji hrvatski naziv: Erdeljski Biograd, stari rumunjski i slavenski naziv: Bălgrad, njemački: Karlsburg, Carlsburg ili Weißenburg, mađarski: Gyulafehérvár, u starijim izvorima Károlyfehérvár, Erdélyifehérvár, Fehérvár i Fejérvár) je grad u središnjoj Rumunjskoj, glavni grad županije Alba.

## Zemljopis
Grad se nalazi se u južnom djelu povijesne pokrajine Transilvanije. Grad je smješten u dolini rijeke Moriša, na mjestu gdje iz ove doline lak prelazak ka susjednim dolinama rijeka Samoša na sjeveru i Olta na jugu. Zbog toga je grad važno prometno središte ovog djela Rumunjske.

## Stanovništvo
Po popisu stanovništva iz 2002. godine grad ima 66.406 stanovnika, dok je prosječna gustoća naseljenosti 698 stan/km²
- Rumunji: (94,45 %)
- Mađari: (2,76 %)
- Romi: (2,22%)
- Nijemci: (0,32 %)

## Zanimljivosti
U katedrali sv. Mihaela pokopano je tijelo vojskovođe Janka Hunyadija.

## Gradovi prijatelji
- San Benedetto del Tronto, Italija
- Stolni Biograd, Mađarska[1]
- Biograd na Moru, Hrvatska[1]
- Arnsberg, Njemačka
- Nazareth Illit, Izrael
- Aeghio, Grčka
- Sliven, Bugarska
- Duzce, Turska
- Varese, Italija

## Vanjske poveznice
- Službena stranica grada
- Erdeljski Biograd, katedrala, fotografija  Arhivirana inačica izvorne stranice od 16. kolovoza 2016. (Wayback Machine), Pticica.com

### Ostali projekti
|  | Zajednički poslužitelj ima još gradiva o temi Alba Iulia |